# Leucauge nigrotarsalis
Leucauge nigrotarsalis är en spindelart som först beskrevs av Carl Ludwig Doleschall 1859.  Leucauge nigrotarsalis ingår i släktet Leucauge och familjen käkspindlar. Inga underarter finns listade i Catalogue of Life.